# Ilex wardii
Ilex wardii är en järneksväxtart som beskrevs av Elmer Drew Merrill. Ilex wardii ingår i släktet järnekar, och familjen järneksväxter. Inga underarter finns listade i Catalogue of Life.